# Nicolaos Mantzaros
Nicolaos Mantzaros o Nikólaos Mántzaros —en griego: Νικόλαος Μάντζαρος— (Corfú, 26 de octubre de 1795-Ib., 12 de abril de 1872), fue un músico griego.

## Biografía
Escribió la música del Imnos eis tin Eleftherían, que fue adoptado en 1865 como himno nacional de la República Helénica. En 1966, dicho himno fue luego adoptado también por la República de Chipre.

## Obra
- Mantzaros-Solomos: El himno a la libertad (Lyra, CD0064, 1991)
- Nikolaos Halikiopoulos Mantzaros (1795-1872): Trabajos tempranos para voz y orquesta (1815-1827) (Ionian University / Music Department, IUP005, 2005)

- Datos: Q277631
- Multimedia: Nikolaos Mantzaros / Q277631